# Захоплення Беджаї (1510)
Захоплення Беджаї — захоплення флотом Іспанської імперії міста Беджаї, столиці невеликого емірату, яким керувала гілка династії Хафсідів, що відбулось в 1510 році. Іспанці знову втратили місто через 45 років, коли військо османського еялету Алжир на чолі з Саліх-реїсом за підтримки кінноти з королівства Куку захопило Беджаю в 1555 р..

## Передумови

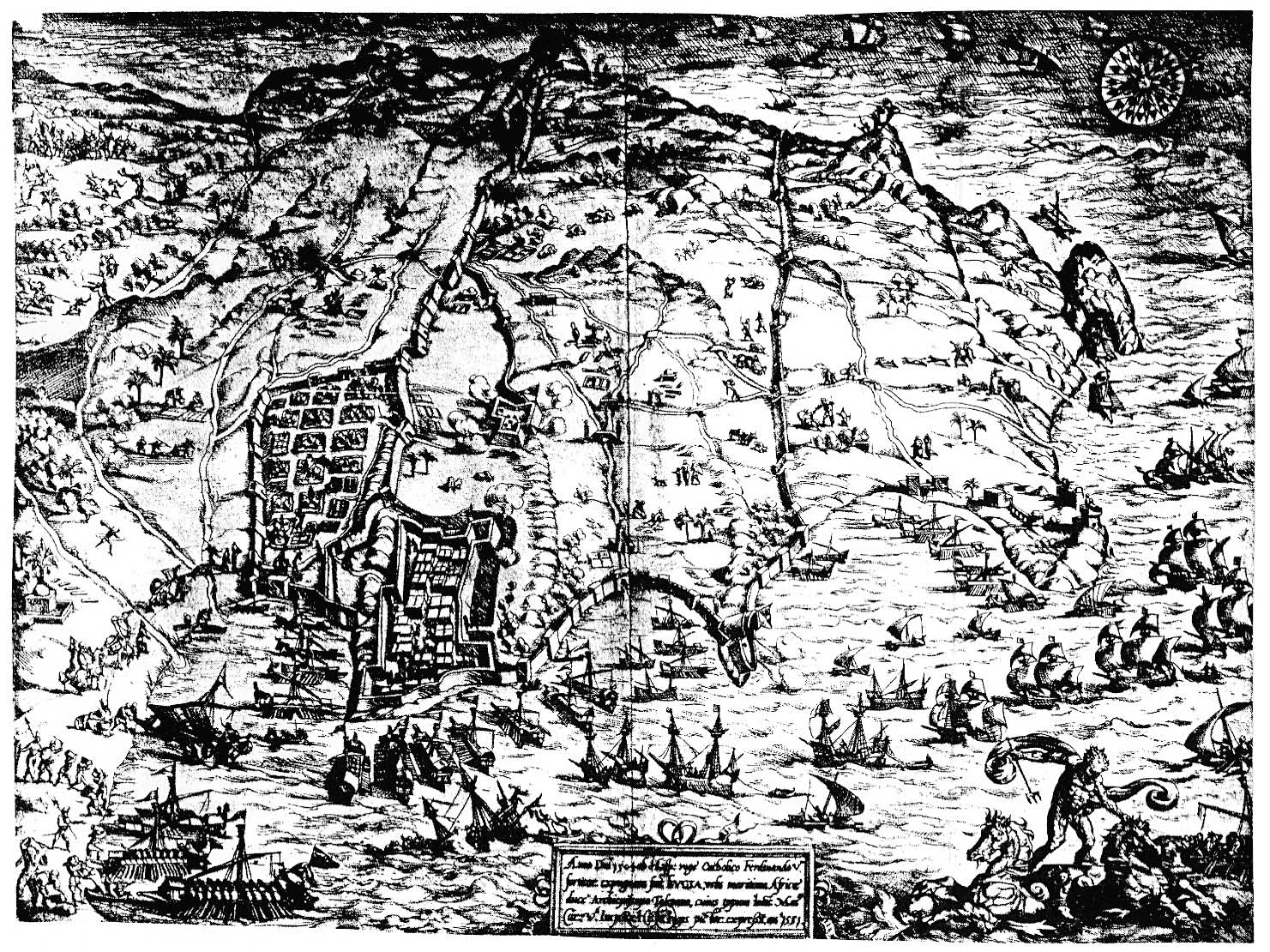
Беджайя на гравюрі Яна Вермейена (1551 р.)

За словами Лева Африканського, місто Беджая було оточене стародавньою стіною і мало навчальні заклади, де викладали юриспруденцію та математику, мечеті, базари та лікарні, які обслуговували населення, яке оцінювалось у «8000 вогнищ».
Ближче до кінця XV століття мусульмани Андалусії, яких католицькі королі вигнали з Іспанії, знайшли притулок у містах на узбережжі Північної Африки, такі як Оран, Алжир і Беджая. З цих баз вони організували атаки берберських корсарів, переслідуючи іспанців і завдаючи шкоди їх торгівлі. У Беджаї султан Абдель-Азіз скасував комерційні привілеї, якими користувалися каталонські купці в 1473 році. Він також надіслав підкріплення зайянідським правителям Мерс-ель-Кебіра і Орана, коли на них напали іспанці.
У 1509 році, після взяття Орана, кардинал Сіснерос доручив Педро Наварро захопити кілька інших місць на алжирському узбережжі, якими користувалися корсари. 1 січня 1510 року Наварро відплив до Беджаї. 5 січня ескадра досягла міста. Іспанські та арабські джерела суттєво розходяться з кількох моментів щодо битви, яка відбулася.

## Звіти в іспанських джерелах
Педро Наварро висадив свої війська і почав рухатися до гори Гурая, де султан Абдель-Азіз зайняв позицію з великою кількістю солдатів. Заскочені зненацька цим сміливим рухом, солдати Абдель-Азіза покинули свої позиції і були переслідувані іспанцями. Іспанські війська незабаром атакували міські стіни і без труднощів увійшли в місто. Населення міста втікло, вважаючи, що іспанці мають намір лише пограбувати Беджаю, а потім залишать місто. Мешканці Беджаї попрямували до табору султана Абдель-Азіза, залишивши іспанцям в місті величезну здобич.

## Звіти в арабських джерелах
Іспанці висадилися на місці старого порту, біля могили шейха Аісси ес-Себукі. Султан виділив цей район мусульманам, вигнаним з Іспанії, оскільки в міських стінах бракувало місця. Сади на іншій стороні міста, на стороні «ваді ель Кебір» (ваді Суммам) також були заселені андалузцями.
Коли іспанці висадилися, вони відправили до міста емісарів із вимогою капітуляції. Вимогу було відхилено, тому поки жителі готувалися до оборони, іспанці спорудили частокіл від району Сіді-Аісса до моря. Вони також зайняли позиції на горі, звідки обстрілювали з артилерії будь-кого, хто намагався втекти. Португальці тримали ці позиції десять днів. Оповідач Абу Мохаммед бен Абд ель-Хак описав послідовність подій так:
"Ворог укріплювався у своїх окопах в районі Сіді-Аісса протягом двадцяти одного дня, отримуючи необхідну воду та провіант на суднах з Орана. Саме звідти вони черпали своє щоденне підкріплення в людях, провіанті та амуніції. Протягом усього цього періоду між сторонами точилася запекла боротьба. Однієї ночі, між іншим, загін городян зазнав великого лиха. Найхоробріші воїни, яких було п'ятсот двадцять, організували вилазку. Деякі сіли на човни, щоб атакувати з моря, а їхні супутники намагалися обійти позиції на вершині гори. Останні вийшли через ворота Амсіуен і Садат. Я був серед тих, хто нападав з моря; але протягом цієї ночі значна кількість мусульман загинула. Ті, що прийшли морем, зазнали незначних втрат, тому що, захопивши декількох полонених їм вдалося швидко відгрібти від берега і сховатися в місіті.
Наступного дня в місті спалахнула велика паніка внаслідок лементів і криків відчаю сімей тих, хто загинув під час нападу з суші. Саме в цей день прибув емір Абу Фарес, син султана Абд ель-Азіза, який привів війська з сільської місцевості. Два сини султана, Абу Фарес і Абу Абдалла, перебували в лавах бійців священної війни в супроводі чотирьох головних улемів міста. Кількість бійців була велика, але їх точна кількість не була відома. Вони зайняли позицію в садах під містом. Війська вийшли через ворота Амсіуен і Садат і атакували двома групами, по одній біля гори та моря. Їм вдалося форсувати іспанські позиції аж до району Сіді-Аісса, але іспанці раптово перейшли в контрнаступ з-за свого палісаду. Відкинуті до міських стін, берберські війська зазнали багатьох втрат. Абу Мохаммед бен Осман, імам великої мечеті, повідомив про кількість загиблих того дня 4550, включаючи Абу Фареса та Абу Абдаллу.
Султан Абдель-Азіз був поінформований про катастрофу і перебіг подій після висадки ворога. Він відмовився від пропозицій про аман (мир) за порадою андалузців, які вважали слово іспанців ненадійним, спираючись на власний досвід. Потім султан Абдель-Азіз відправив свої війська, що залишилися, з арабами та кабілами з регіону як підкріплення. Його брат емір Абу Бакр, князь Константіни, колишній суперник, якого переміг Абдель-Азіз і який відійшов до району Белезми, почав переміщати сили до Беджаї. Хроніки повідомляють, що Абу Бакр вів запеклий бій протягом 8 днів, не даючи жителям втекти і змушуючи їх чинити опір. Така ситуація тривала до «п'ятого дня місяця сафар у 915 році» (Хегіри), тобто. 25 травня 1510 року. Відсутність координації між військами Абдель-Азіза і Абу Бакра дозволила іспанцям вийти на вулиці міста і наступного дня почати загальний штурм. Емір Абу Бакр, що воював біля замку Зірки (місце нинішньої Башти Муси), був змушений відійти щоб не потрапити в руки своїх ворогів. Мешканці Беджаї втекли з міста, як тільки зрозуміли, що іспанці перемогли.

## Суперечки про дату битви
Іспанці залишили напис, що прикрашає двері Касби: "FERDINANDVS V REX HISPA NIAE INCLITVS VI ARMORVM PERFIDIS AGA RENIS HANC ABSTVLIT VR BEM ANNO MDVIIII («Фердинанд V, прославлений король Іспанії, взяв це місто з віроломні діти Агарі в 1509 році». Цей напис викликав певні розбіжності в науках щодо фактичної дати експедиції, але оскільки старий календар вважав, що новий рік починається в березні, дата 1509 (тобто початок 1510 року за сучасним розрахунком) відповідала б викладу в Іспанські джерела міста швидко падають. Оскільки його неможливо узгодити з травневою датою падіння міста, наведеною в арабських джерелах, було припущено, що напис стосується дати, коли Фердинанд санкціонував експедицію, або дати її відходу, а не падіння міста.

## Наслідки
Після падіння міста емір Абу Бакр хотів продовжити війну проти іспанців. Він також убив свого брата Султана Абдель-Азіза в битві при Такеркаті і прийняв титул султана, всупереч пораді хафсидських шейхів, які віддали перевагу сину Абдель-Азіза Аббасу. Однак Аббас намагався вступити в союз з іспанцями, щоб відібрати у Абу Бакра свій титул султана Беджаї . Не зазнавши в цьому успіху, з часом заснував власне князівство, королівство Айт-Аббас.
Абу Бакр продовжував намагатися повернути Беджайю. Іспанці зменшили периметр стін, щоб легше захищатися. В одному з набігів Абу Бакра вдалося проникнути в місто, в район Баб-ель-Бунуд, і в 1512 році Абу Бакр закликав корсарів Барбаросса спробувати взяти місто в облогу і суші і з моря.